# Stathmostelma wildemanianum
Stathmostelma wildemanianum är en oleanderväxtart som beskrevs av Th. och H. Dur.. Stathmostelma wildemanianum ingår i släktet Stathmostelma och familjen oleanderväxter. Inga underarter finns listade i Catalogue of Life.